# Nicolo Paganini (homme politique)
Pour les articles homonymes, voir Paganini.
Nicolo Paganini, né le 8 juin 1966 à Herisau (originaire de Bischofszell), est une personnalité politique suisse, membre du Centre. Il est député du canton de Saint-Gall au Conseil national depuis mars 2018. 

## Biographie
Né le 8 juin 1966 à Herisau, d'un père originaire des Grisons italiens, Nicolo Paganini grandit à Bischofszell. Après sa maturité de type E à Frauenfeld, il obtient une licence en économie et sciences politiques de l'Université de Berne en 1990, puis une licence en droit de l'Université de Saint-Gall en 1994. Il décroche son brevet d'avocat en 1996. Il suit plus tard une formation de sommelier de la bière,.
Nicolo Paganini travaille d'abord de 1996 à 1998 pour une cave à vin, comme responsable des achats et membre de la direction, puis fonde en 1999 un cabinet d'avocats en Thurgovie avec d'autres partenaires. En 2002, il est nommé directeur de l'Office de l'économie du canton de Saint-Gall. Il exerce cette fonction jusqu'à sa nomination en 2007 à un poste de direction à la banque cantonale saint-galloise. Le 1er avril 2011, il est nommé directeur du Salon suisse de l'agriculture et de l'alimentation (foire l'Olma). Le 21 novembre 2019, il annonce qu'il quitte ce poste au 31 mai 2020.
Nicolo Paganini est marié et père de trois enfants d'un premier mariage. Il vit à Abtwil (Gaiserwald) et a le grade de fourrier à l'armée.

## Parcours politique
Nicolo Paganini adhère au Jeunes démocrates-chrétiens à l'âge de 16 ans.
Il est président de la commune de Zihlschlacht de mai 1994 à décembre 1996. Il siège en parallèle au Grand Conseil du canton de Thurgovie de mai 1992 à juillet 2002. Les deux dernières années, il y est président du groupe parlementaire PDC.
Il est député du canton de Saint-Gall au Conseil national depuis le 12 mars 2018, après la démission de Jakob Büchler. Il siège à la Commission de la politique de sécurité (CPS) jusqu'en décembre 2019, puis accède à la Commission de gestion (CdG), à la Commission de l'environnement, de l'aménagement du territoire et de l'énergie (CEATE) et à la Commission judiciaire (CJ).